# Red Bull Mobile
Red Bull MOBILE – wirtualny operator telefonii komórkowej.
Oferta obejmuje zarówno telefony na kartę (prepaid), jak i abonament (postpaid). 
Marka obecna jest w Austrii, Belgii i Polsce. Dawniej istniała również w Australii, Szwajcarii, Południowej Afryce i na Węgrzech.

## W Polsce
W Polsce sieć Red Bull Mobile działa od 2011 roku.  Do stycznia 2023 roku sieć działała na infrastrukturze P4 (Play), od połowy roku współpracuje z siecią T–Mobile Polska, oferując usługi opłacane subskrypcją.
Początkowo karty SIM Red Bull Mobile sprzedawano w sklepach wraz produktem spożywczym, do startera prepaid (niewymagającego wówczas rejestracji), dołączona była puszka napoju Red Bull. Po rozpoczęciu współpracy z T–Mobile karta SIM przesyłana jest do paczkomatu inPostu, po rejestracji numeru przy użyciu danych z konta bankowego.